# AN/ALE-47反制灑佈器

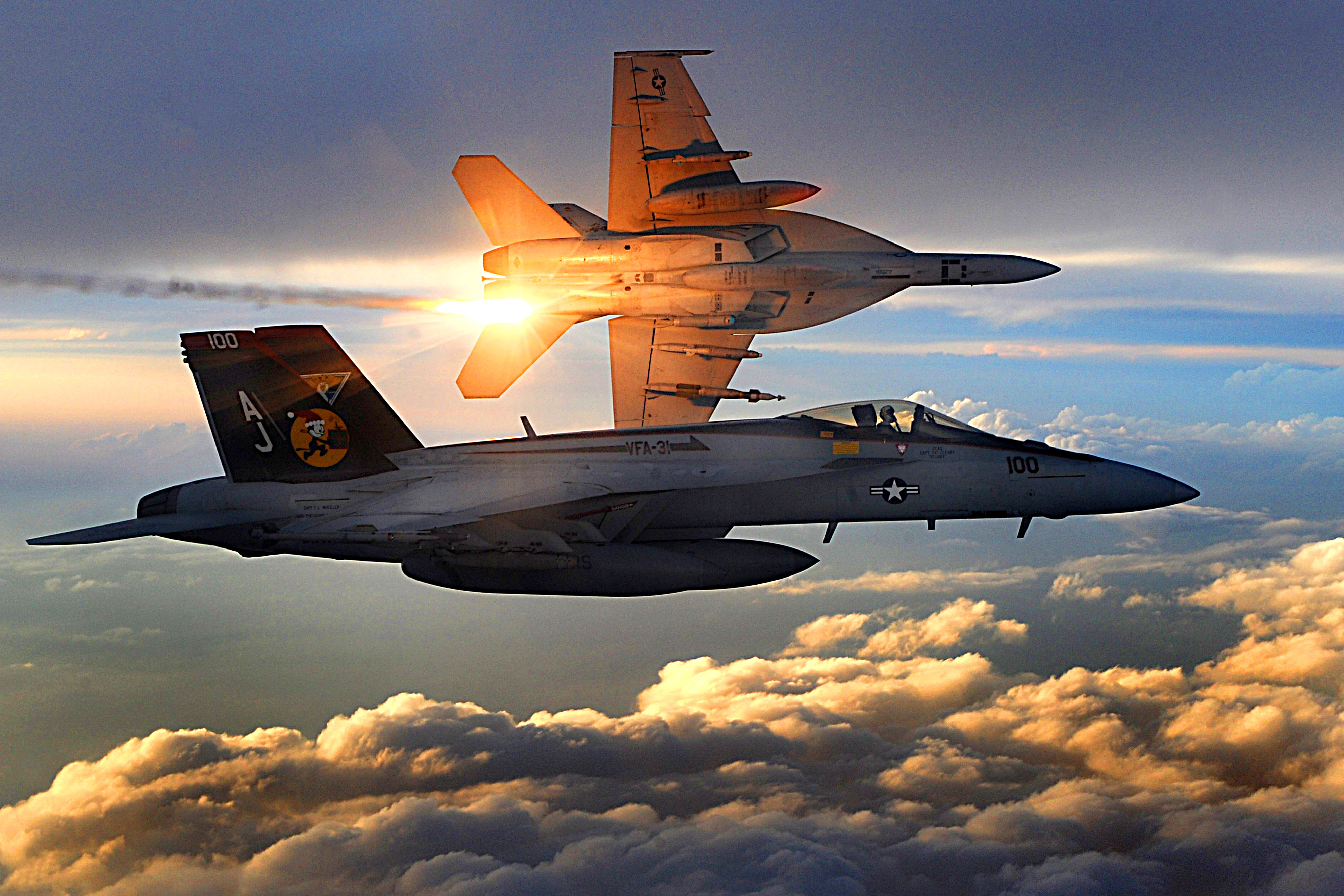
施放AN/ALE-47熱焰彈的F/A-18E/F超級大黃蜂式打擊戰鬥機

AN/ALE-47反制灑佈器是美國三軍飛機共同使用的誘餌灑佈系統，能夠施放干擾絲、熱焰彈或者是最新的可拋棄主動干擾器。它同時也是美國推出的第二種可以全自動操作的灑佈器。空軍與海軍使用的差異僅僅在安裝誘餌包的形狀上：海軍是圓柱狀，空軍是方形。

## 發展歷史
美國空軍於1983年開始進行新型灑佈器的設計工作，然而在國防部的要求下而暫緩，於1986年成為三軍共同研發的計畫，預備取代AN/ALE-39和AN/ALE-40干擾灑佈器。崔克特公司（1998年被BAE系統公司收購）以美國空軍使用於F-15C/D戰鬥機上的AN/ALE-45干擾灑佈器的設計為基礎在1988年贏得生產合約，在佛羅里達的廠商Symetrics Industries也有製造合同，美國國防部在1993年訂購第一批3800套系統，準備安裝在直升機、戰鬥機和運輸機等機型上。
然而受到國防預算刪減的緣故，實際上美軍採購安裝的數量不如原訂規摸需求，使用ALE-39/40的舊機種並沒更換裝備；像是美國海軍最初預定採購1103套，在裁減之後剩下356套，實際上購買的僅有274套。不過ALE-47不單含美軍，也設置在絕大部分飛機上，也包含美國盟邦；就BAE介紹，目前有30個國家，3000套以上使用於37型機種。除此之外，部分為能將AN-ALE-39灑佈器更換的機種，以更換新型程序控制器來提升性能。

## 系統與操作
AN/ALE-47與前代的功能間的改進包含：
1. 前一代的系統雖然能夠以預先設定的投擲程序灑佈誘餌包，但是他們無法在執行過程中切換到不同的程序。
2. 前一代的系統無法接受來自飛機上的警告接受器（如雷達預警接收器）的資料而自行啟動。

除此之外，AN/ALE-47還會參考飛機本身的姿態，速度與高度，配合預警接收器傳遞的威脅資料一併計算。每一個灑佈器單元可以安裝干擾絲，熱焰彈或者是新型可拋棄主動誘餌。當機上的警告接受器發現具有威脅性的目標接近時，會根據設定的模式將誘餌投擲出去。這些資料是經由兩條MIL-SRD-1553匯流排和兩條RS-422匯流排傳送。
AN/ALE-47可以選擇的操作模式有三種：
1. 手動模式：一共有六種預先設定好的施放程序，由飛行員在使用的時候選擇啟動。
2. 半自動模式：飛行員決定啟動的時機，系統安排施放的程序。
3. 全自動模式：系統根據威脅自行判斷啟動的時機與程序。

## 使用國家
- 美国
- 芬兰
- 科威特
- 马来西亚
- 瑞士
- 中華民國
- 泰國

## 外部連結
- ALE-47 The World's Choice for CMDS
- FAS（页面存档备份，存于）